# 郑州市管城回族区工人第二新村小学
郑州市管城回族区工人第二新村小学是中国河南省郑州市的一所小学，位于河南省郑州市新郑路132号。

## 沿革
郑州市管城回族区工人第二新村小学占地9025平方米，建筑面积近7211平方米，运动场2940平方米。2009年10月，荣获“管城回族区中小学教育教学先进单位”。12月，荣获河南省文明学校。